# Dino Island
Dino Island è un videogioco per PC sviluppato e pubblicato dalla Monte Cristo.

## Trama
In un futuro più o meno prossimo, la recente scoperta di scheletri di dinosauri ben conservati ha permesso agli scienziati di riportare in vita i giganti preistorici. Per finanziare la ricerca, il governo ha creato parchi di divertimenti a tema dinosauri che il videogiocatore dovrà gestire.

## Modalità di gioco
Dino Island è un simulatore di parchi a tema non dissimile da Theme Park, RollerCoaster Tycoon o Zoo Tycoon. Tuttavia, è reso in 3D completo: i giocatori possono ruotare, eseguire la panoramica e lo zoom a piacimento. Dinosauri, personale e visitatori sono completamente animati. Il gioco utilizza una tipica interfaccia punta e clicca e l'interfaccia menù.
Vi sono due modalità di gioco: Gioco libero e modalità Campagna, con decine di missioni di difficoltà crescente.

### Allevare dinosauri
A partire da una base di 20 specie di dinosauri realmente esistiti (come Tirannosauro, Brachiosauro, Stegosauro, Troodon, Giganotosaurus, Parasaurolophus, Iguanodon, Ankylosaurus e Pachycephalosaurus) è possibile creare centinaia di dinosauri diversi incrociandoli tra di loro e modificandoli cpn raggi radioattivi. I dinosauri sono classificati in 6 famiglie: grandi carnivori, quadrupedi corazzati, bipedi leggeri, ecc.
Il giocatore può mescolare due dinosauri qualsiasi per crearne uno nuovo. La creatura risultante sarà un ibrido genetico dei suoi genitori: erediterà caratteristiche da entrambi, in base al dominio genetico. Ogni dinosauro è composto da molte parti: gambe, braccia, testa, ecc. Ogni parte del dinosauro risultante sarà anche un mix tra quella dei suoi genitori. Ad esempio, il mix di un Diplodocus e un Triceratops avrà una testa tra quella dei suoi genitori. Le mutazioni possono anche verificarsi, accidentalmente o, quando il giocatore padroneggia la tecnologia, volontariamente. Le mutazioni includono piume, corna extra, strane scaglie e simili. Inoltre, vi sono 30 tipi di pelle e 50 caratteristiche speciali che il giocatore potrà applicare al proprio dinosauro modificato.
Ogni dinosauro possiede 11 attributi: velocità, agilità, resistenza, percezione, intelligenza, aspetto, aggressività coraggio, corazza, combattimento e originalità (quest'ultimo indica se il dinosauro è di razza modificata o pura).

### Visitatori
I visitatori che arriveranno al parco saranno di diverse categorie, tutte con preferenze e antipatie: ad esempio, ai bambini piacciono i dinosauri carini ma non quelli grandi, ai teppisti piace vedere i combattimenti di dinosauri da vicino ma non amano i dinosauri pacifici, ai pensionati piacciono i dinosauri diversi ma se non c'è troppa azione, ecc.
Ogni oggetto del gioco, dinosauri, attrazione o installazione del parco, dispone di diversi attributi come comfort, paura o dolcezza, che attireranno o respingono diversi tipi di visitatori. I visitatori si sposteranno nel parco secondo le loro esigenze. Ad esempio, se il parco del giocatore ha molti altri visitatori più anziani, non è una buona idea mettere un percorso per i negozi vicino ai dinosauri più violenti, poiché esiteranno ad andare in quella direzione.

### Gestione del parco
Il gioco ha anche un leggero aspetto di gestione del parco. Il giocatore può costruire strutture che vendono beni e servizi come ristoranti, stand gastronomici, negozi, attrazioni, parchi e recinti per mettere i dinosauri, oltre adover costruire una fattoria per gestire il personale che, tra le altre cose darà, da mangiare ai dinosauri. Poiché questo non era l'obiettivo principale del gioco, ci sono pochissime opzioni in quel reparto, rispetto ad altri giochi gestionale.

## Accoglienza
| Testata                         | Giudizio |
| ------------------------------- | -------- |
| Metacritic (media al 30-9-2021) | 42%      |

Le recensioni aggregate di Dino Island sul sito Metacritic hanno assegnato al videogioco un punteggio medio del 42% basato su 7 recensioni professionali, mentre il pubblico ha giudicato il gioco con un 7,6/10 in base a 22 recensioni.